# Jonathan (Bischof)
Jonathan († 1210) war ein schottischer Geistlicher. Ab spätestens 1198 war er Bischof von Dunblane.

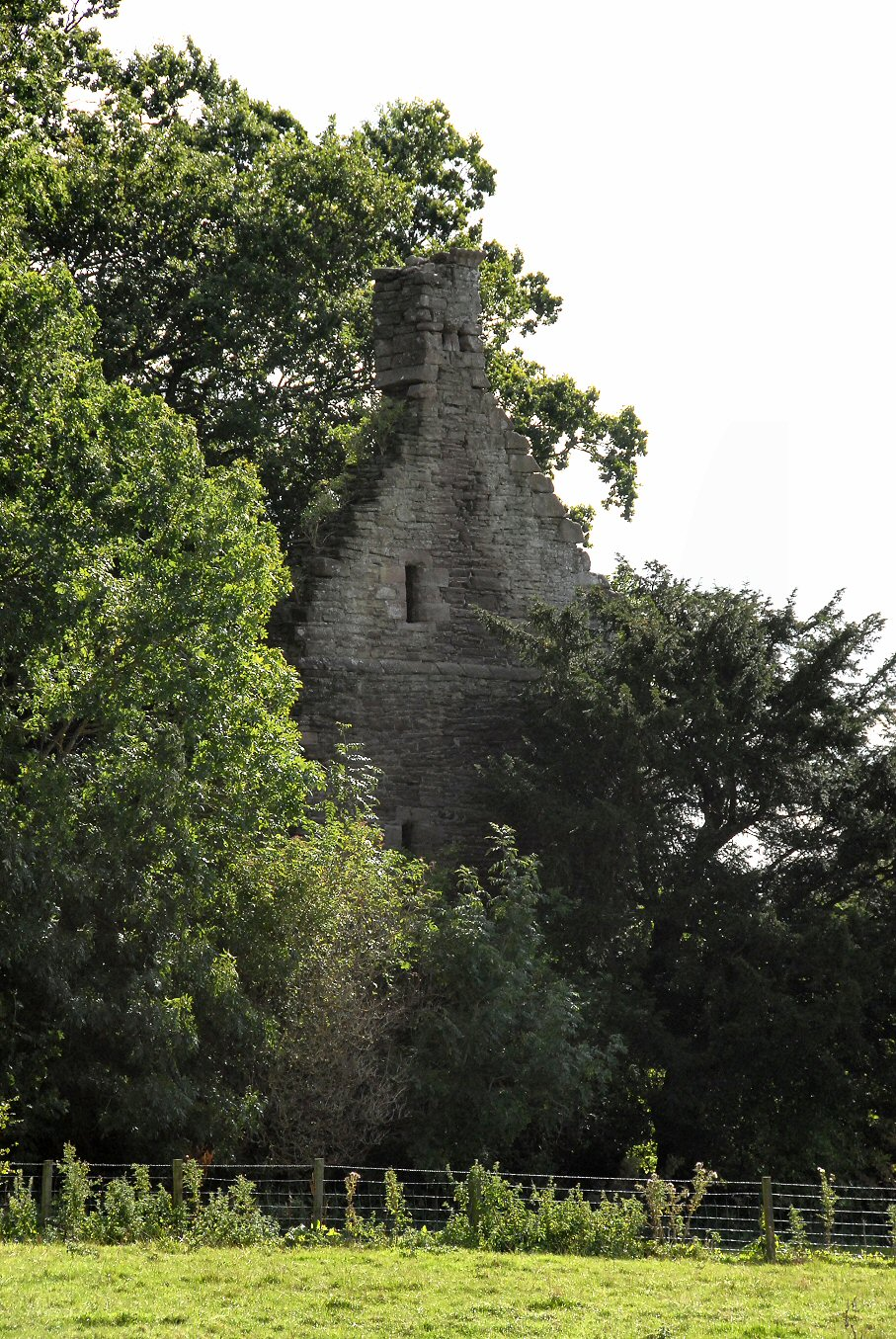
Die Ruinen von Inchaffray Priory, wo Jonathan beigesetzt wurde

Jonathan ist vermutlich mit dem Archidiakon gleichen Namens identisch, der eine nicht genau datierbare Urkunde von Bischof Simon bezeugte. Er wurde nach der kurzen Amtszeit eines W., von dem fast nichts bekannt ist, vor 1198 zum Bischof des Bistums Dunblane gewählt. Dabei war er schon Bischof, als 1198 Gillchrist, der älteste Sohn von Gilbert, 3. Earl of Strathearn starb. Von Jonathan sind mehrere Urkunden erhalten, die wie bei seinen Vorgängern nicht nur von Amtsträgern der Kathedrale von Dunblane, sondern auch von Culdeer der keltisch-christlichen Kirche bezeugt wurden. Während seiner Amtszeit schenkte Earl Gilbert, der Patronatsherr des Bistums Dunblane, die Rechte und Einkünfte aus mehreren Pfarreien des Bistums an seine Stiftung Inchaffray Priory. Dadurch wurden die Einkünfte des Bistums stark geschmälert. Um 1203 wurde Jonathan von Papst Innozenz III. zu einem der Richter ernannt, die in einem Streit zwischen Dunfermline und Cambuskenneth Abbey über die Einkünfte aus einer Pfarrei entscheiden sollten. Er wurde in Inchaffray Priory beigesetzt.